# Іванов Микола Іванович (секретар Карельського обкому)
Микола Іванович Іванов (нар. 1896, село Лудина Гора Волоколамського повіту Московської губернії, тепер Московська область, Російська Федерація — 1956, Ленінград, Російська Федерація) — радянський партійний діяч, 1-й секретар Карельського обласного ВКП(б). Депутат Верховної Ради СРСР 1-го скликання.

## Біографія
Народився у родині селянина-середняка. У 1910 році закінчив приходське училище, а у 1913 році — вище початкове училище у місті Волоколамську Московської губернії.
У березні 1913 — квітні 1915 р. — учень-підмайстер на фабриці братів Старшинових села Щокіно Волоколамського повіту Московської губернії. У квітні 1915 — лютому 1918 р. — магазинер-підмайстер на фабриці «Дєдовська мануфактура» на станції Тучково Московсько-Білорусько-Балтійської залізниці.
Член РСДРП(б) з жовтня 1917 року.
У лютому — серпні 1918 р. — комісар Тульського і Нижньогородського продовольчих загонів у місті Нижньому Новгороді. У серпні 1918 — лютому 1919 р. — військовий комісар 5-го полку 1-ї дивізії 6-ї та 7-ї армій РСЧА. У лютому — червні 1919 р. — військовий комісар Окремої Української бригади РСЧА на Південному фронті. У червні — листопаді 1919 р. — військовий комісар Зведеної Донецької дивізії РСЧА на Південному фронті.
У листопаді 1919 — жовтні 1920 р. — завідувач інформаційного відділу Політичного відділу 9-ї стрілецької дивізії 13-ї та 1-ї Кінної армій РСЧА. У жовтні 1920 — квітні 1921 р. — військовий комісар 25-ї стрілецької бригади 9-ї стрілецької дивізії 13-ї та 4-ї армій РСЧА. У квітні — грудні 1921 р. — військовий комісар 26-ї стрілецької бригади 9-ї стрілецької дивізії Окремої Кавказької армії РСЧА.
У грудні 1921 — вересні 1922 р. — завідувач архівно-довідкового відділу Політичного управління РВР СРСР у Москві.
У вересні 1922 — лютому 1924 р. — завідувач Волоколамської повітової політпросвіти і радянської партійної школи. У лютому 1924 — лютому 1925 р. — завідувач Волоколамського відділу народної освіти і секретар міськпартколективу, повітового виконкому і повітового комітету РКП(б). У лютому 1925 — червні 1926 р. — заступник голови Волоколамського повітового виконкому і керуючий промкомбінатом.
У червні — грудні 1926 р. — слухач курсів повітових партійних робітників у Москві.
У грудні 1926 — серпні 1927 р. — старший інспектор, заступник уповноваженого, уповноважений Центральної контрольної комісії КП(б) Узбекистану. У серпні 1927 — серпні 1928 р. — заступник завідувача агітаційно-пропагандистського відділу Таджицького обласного комітету КП(б) Узбекистану в Дюшамбе. У серпні 1928 — січні 1929 р. — заступник завідувача агітаційно-пропагандистського відділу Киргизького обласного комітету ВКП(б) у місті Фрунзе.
У січні — серпні 1929 р. — відповідальний інструктор Рязанського губернського комітету ВКП(б).
У серпні 1929 — серпні 1930 р. — відповідальний секретар Михайловського районного комітету ВКП(б) Московської області.
У серпні 1930 — січні 1932 р. — студент Всесоюзного комуністичного сільськогосподарського університету імені Сталіна у Ленінграді.
У січні 1932 — квітні 1936 р. — відповідальний інструктор Ленінградського міського комітету ВКП(б).
У квітні 1936 — вересні 1937 р. — заступник завідувача відділу партійних кадрів Ленінградського міського комітету ВКП(б).
У вересні 1937 — червні 1938 р. — в.о. 1-го секретаря Карельського обласного комітету ВКП(б). У липні — жовтні 1938 р. — на лікуванні у Кремлівській лікарні в Москві.
У жовтні 1938 — липні 1941 р. — директор свинорадгоспу «Большевик» села Аксубаєво Аксубаєвського району Татарської АРСР. У 1939 році деякий час перебував під слідством.
У липні — жовтні 1941 р. — військовий комісар 24-го окремого артилерійського полку протитанкової оборони Ленінградського фронту. У жовтні 1941 — квітні 1942 р. — інструктор з пропаганди і військовий комісар 857-го стрілецького полку 294-ї стрілецької дивізії Волховського фронту. У квітні 1942 — лютому 1943 р. — військовий комісар госпіталю легкопоранених Волховського фронту. У квітні 1943 — квітні 1946 р. — заступник із політичної частини евакуаційного госпіталю № 3420 на Волховському, 2-му Прибалтійському, Ленінградському, Забайкальському фронтах.
У травні 1946 — листопаді 1947 р. — завідувач сектору будинків інвалідів Ленінградського обласного відділу соціального забезпечення. У листопаді 1947 — травні 1948 р. — начальник відділу кадрів Ленінградської фабрики імені Першого Травня. У травні 1948 — 1956 р. — заступник директора бази Ленміськторгу.

## Військове звання
- майор